# خطای
خَطای (خَتای) یا خَطا (خَتا) در منابع اسلامی به چین شمالی (نواحی منچوری، مغولستان و ترکستان شرقی) اطلاق می شده است. این کلمه از نام طایفه‌ای با نام خیتان‌ها یا خَطاییان (خَتاییان) گرفته شده است.